# Susana Fiorito
Susana Fiorito (Buenos Aires, 11 de marzo de 1928-Córdoba, 23 de enero de 2025) fue una maestra, traductora y militante de izquierda argentina.

## Infancia y juventud
Nació en Buenos Aires en el marco de una familia acomodada. Su padre, Alberto Fiorito era un terrateniente italiano, cuyas tierras familiares dieron nombre a donde actualmente existe Villa Fiorito. Desde pequeña mostró una gran avidez por la lectura, y de joven se vinculó con movimientos e ideas de izquierda, tomando distancia con su familia. Realizó estudios de magisterio y luego se especializó en la traducción del francés. Desde la década de 1950 fue una activa militante de la denominada izquierda intelectual.

## Actividad política en Buenos Aires
En 1953, junto con su pareja de ese momento Ismael Viñas, el hermano de este David y su pareja Adelaida Gigli, fundaron la revista Contorno. Esta surge como una escisión de Las ciento y una, un proyecto de Héctor A. Murena que no pasó del primer número. Contorno se convirtió en una publicación emblemática de la época, por su discurso rupturista, sus filiaciones con el existencialismo y el marxismo, y su relectura de la literatura argentina en clave política, criticando por igual la tradición liberal y la cultura populista, tomando como precursores a Ezequiel Martínez Estrada como ensayista y a Roberto Arlt (por entonces un autor todavía menospreciado por la crítica académica) como novelista. Esta actitud polémica y el cuestionamiento a los autores canónicos hicieron que el grupo Contorno también fuera conocido como «parricidas», como los denominó el crítico uruguayo Emir Rodríguez Monegal. Publicó diez números y dos cuadernos entre 1953 y 1959, y por sus páginas pasaron autores como Juan José Sebreli, León Rozitchner, Noé Jitrik, Adolfo Prieto Carlos Correas, Oscar Masotta, Ramón Alcalde y Rodolfo Kusch. Durante esta etapa leyó intensamente a Simone de Beauvoir, aunque no se considera feminista.Tanto la revista Contorno junto con escritores adheridos a la misma entre ellos Fiorito sufrieron censura en el marco del gobierno dictatorial de la denominada Revolución Libertadora, al punto que algunos de ellos debieron exiliarse.
Apoyó la candidatura a presidente de la nación de Arturo Frondizi de radicalismo intransigente en la cual fue funcionaria universitaria. En esos años publicó junto con Ismael Viñas, varios artículos sobre la historia de las huelgas obreras de 1920-1921 de Santa Cruz, en los que había tenido destacada actuación Ismael Viñas (padre), quien había sido juez letrado durante esos años. Años más tarde publicó un libro sobre este tema. A fines de 1958, también participó en la edición del periódico Qué hacer, también junto con Ismael Viñas. Sin embargo, el grupo Contornista rápidamente se desencantó con el gobierno de Frondizi, principalmente a raíz de las concesiones a las petroleras estadounidenses y por la represión sobre la clase obrera peronista, por lo que rompieron con su gobierno y renunciaron a los cargos que detentaban. Según otras fuentes fueron cesados por Frondizi tras publicar una solicitada dónde dieron cuenta de las violaciones a los derechos humanos por parte del gobierno en el marco del plan frondicista Conintes.
Durante esta época utilizó el seudónimo Natalia Duval para publicar algunos artículos en revistas. Luego participó en la fundación del Movimiento de Liberación Nacional (MLN, conocido como Malena) y del periódico Liberación, que serían dos elementos de gran importancia en la conformación de la denominada nueva izquierda intelectual. A su vez, como parte de las críticas formuladas al frondizismo, junto a Eugenio Gastiazoro publicaron en 1965, dentro de la editorial de MLN, el libro Ferrocarriles ¿restructuración o entrega?. Durante esta etapa conoció a quien fue su pareja las siguientes décadas, el escritor Andrés Rivera, a quien conoció cuando le fue a entregar un periódico del sindicato de prensa del MLN en el que trabajaba.Junto con otras intelectuales feministas de la Unión de Mujeres Argentinas apoyarían la candidatura de Héctor Cámpora en el 1973. Tras el golpe de 1976 desapareció de la vida pública.

## Militancia en Córdoba
Cuando se disolvió el MLN, fue invitada por el Sindicato de Fiat ConCord en Córdoba, que se llamaba SITRAC, para sumarse en dicha actividad, por lo que se mudó allí junto con Andrés Rivera. En 1974 la pareja se volvió a mudar a Buenos Aires para ayudar ante la enfermedad del hijo de Rivera. Permanecieron allí hasta 1990 cuando volvieron a mudarse a Córdoba, donde se radicaron. Allí participaron en la fundación de la Biblioteca Popular Bella Vista, que está localizada en un barrio humilde de la ciudad de Córdoba. Este proyecto cuenta actualmente con cinco dependencias dentro del barrio, entre la biblioteca, el playón deportivo, la casa de formación tecnológica y la huerta. En 1973 formará parte de los grupos de apoyo al FREJULI en las elecciones de ese año. En 1976 debido al Proceso de Reorganización Nacional debe abandonar Buenos Aires y pasar a la clandestinidad debido a sus ideas de izquierda, permaneciendo como presa política en Córdoba durante 13 meses en 1977.
En esta biblioteca fue donde continuó desarrollando actividades y trabajando. Su pareja, Andrés Rivera falleció el 23 de diciembre de 2016. Fiorito murió el 23 de enero de 2025 en la ciudad de Córdoba.